# 4-Oxalocrotonate tautomérase
La 4-oxalocrotonate tautomérase (4-OT) est une isomérase qui catalyse les réactions :
- (2Z,4E)-2-hydroxyhexa-2,4-diènedioate  {\displaystyle \rightleftharpoons }  (3E)-2-oxohex-3-ènedioate ;
- (2Z,4E)-2-hydroxyhexa-2,4-diènedioate  {\displaystyle \rightleftharpoons }  (2Z,4E)-2-hydroxymuconate.

Cette enzyme bactérienne intervient dans la dégradation du toluène, de l'o-xylène, du 3-éthyltoluène et du 1,2,4-triméthylbenzène pour donner des intermédiaires du cycle de Krebs. Avec seulement 62 résidus d'acides aminés par monomère, cette enzyme est l'une des plus petites connues. Cependant, ces monomères forment en solution des homohexamères, de sorte que le site actif de l'enzyme pourrait être constitué de résidus provenant de plusieurs sous-unités. Cette enzyme est également particulière par le fait qu'elle utilise un résidu N-terminal de proline comme résidu actif.